# 肥牛草
肥牛草（学名：Chirita hedyotidea）为苦苣苔科唇柱苣苔属下的一个种。

## 扩展阅读
- 維基物種上的相關：肥牛草